# 尼埃伊莱索比耶
尼埃伊莱索比耶（法語：Nueil-les-Aubiers，法語發音：[nɥɛj le.z‿obje]）是法国德塞夫勒省的一个市镇，属于布雷叙尔区。

## 地理
尼埃伊莱索比耶（46°56'14"N, 0°35'24"W）面积98.83 平方千米，位于法国新阿基坦大区德塞夫勒省，该省份为法国西部内陆省份，北起曼恩-卢瓦尔省，西接旺代省，南至夏朗德省和滨海夏朗德省，东临维埃纳省。
与尼埃伊莱索比耶接壤的市镇（或旧市镇、城区）包括：莱塞尔克、莫莱翁、勒潘、武尔芒坦、圣莫里斯-埃蒂松。

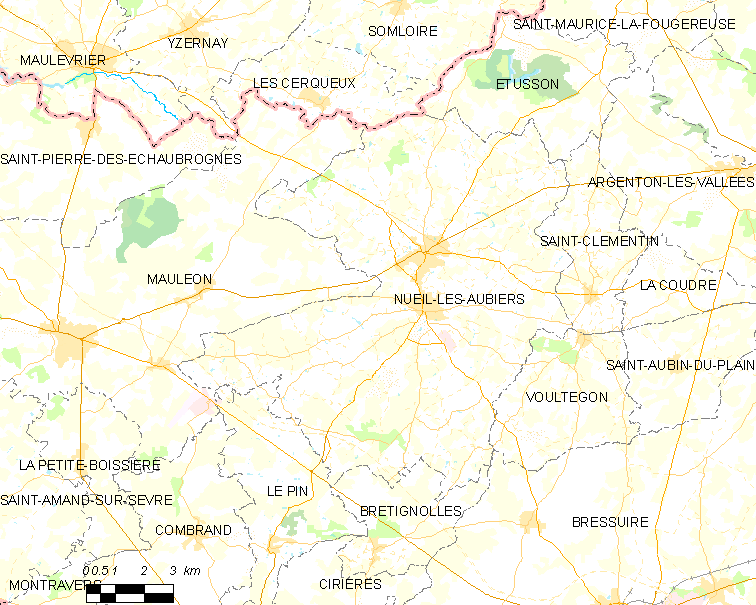
尼埃伊莱索比耶的OSM定位图

尼埃伊莱索比耶的时区为UTC+01:00、UTC+02:00（夏令时）。

## 行政
尼埃伊莱索比耶的邮政编码为79250，INSEE市镇编码为79195。

## 政治
尼埃伊莱索比耶所属的省级选区为莫莱翁县。

## 人口

1962-2008年间尼埃伊莱索比耶人口变化图示

尼埃伊莱索比耶于2022年1月1日时的人口数量为5529人。